# Kryptografi
Kryptografi (af græsk κρυπτός (kryptós), "skjult", og γράφειν (gráfein), "at skrive") er et hovedemne inden for kryptologien, der beskæftiger sig med hemmeligholdelse af beskeder. Kryptografi kan opdeles i tre underkategorier:
- Kryptering, kunsten at hemmeligholde information (typisk en besked), så den bliver ulæselig for tredjepart.
- Kryptoanalyse, kunsten at få fat i den hemmeligholdte information ud fra den krypterede, uden at kende krypteringsnøglen.
- Nøgledistribution, et specialemne der omfatter overførslen af krypteringsnøgler på sikker vis.

Kryptografiske algoritmer er en klasse af algoritmer der anvendes inden for kryptologien. Den vigtigste klasse af kryptografiske algoritmer er krypteringsalgoritmerne, der konverterer information til en form der er ulæselig for en trediepart. Andre eksempler på kryptografiske algoritmer er:
- Algoritmer til digitale signaturer
- Message Authentication Codes
- Hashfunktioner
- Algoritmer til vidensløse beviser

Et velanset princip inden for kryptologien er, at sikkerheden ligger i nøglen, således at krypteringsalgoritmen typisk er kendt. Dette princip er kendt fra bl.a. RSA.